# Y Dydd Olaf
Y Dydd Olaf je studiové album velšské zpěvačky Gwenno Saunders. Vydáno bylo v říjnu 2014 v omezeném nákladu společností Peski Records. Většího vydání se dočkalo až v červenci 2015, kdy jej vydala společnost Heavenly Recordings. Producentem alba byl zpěvaččin manžel Rhys Edwards. Kritika desku přijala velmi dobře. Nakonec získala také ocenění Welsh Music Prize.

## Seznam skladeb

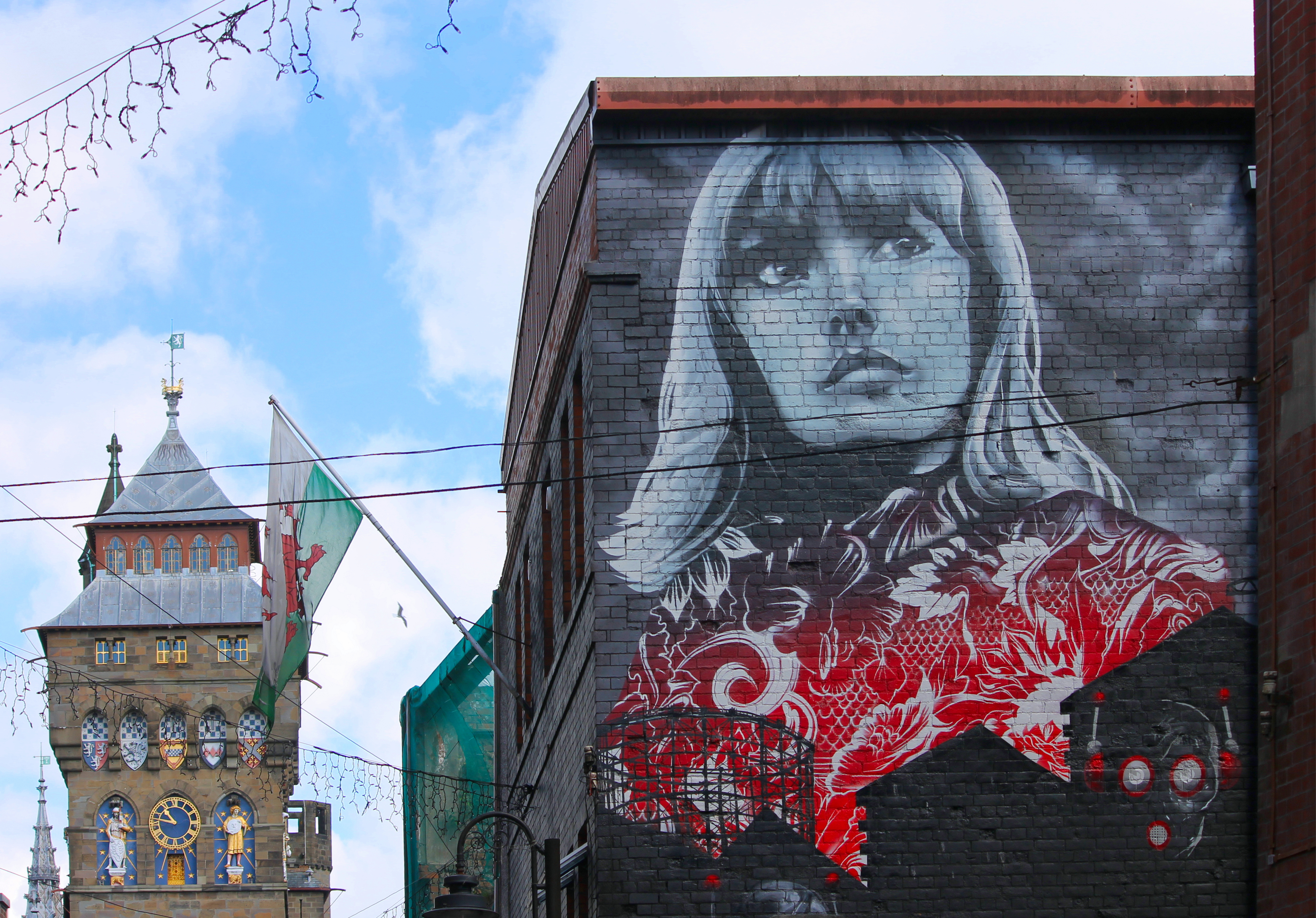
Gwenno Saunders

| Pořadí | Název                     | Délka |
| ------ | ------------------------- | ----- |
| 1.     | Chwyldro                  | 5:18  |
| 2.     | Patriarchaeth             | 3:29  |
| 3.     | Calon Peiriant            | 5:08  |
| 4.     | Sisial Y Môr              | 5:41  |
| 5.     | Dawns Y Blaned Dirion     | 1:31  |
| 6.     | Golau Arall               | 3:31  |
| 7.     | Stwff                     | 5:00  |
| 8.     | Y Dydd Olaf               | 4:16  |
| 9.     | Fratolish Hiang Perpeshki | 4:40  |
| 10.    | Amser                     | 4:46  |